# العلاقي (أسوان)
قرية العلاقي هي إحدى القرى التابعة لمركز نصر النوبة في محافظة أسوان في جمهورية مصر العربية.